# Chimtschyn
Chimtschyn (ukrainisch Хімчин; russisch Химчин Chimtschin, polnisch Chomczyn) ist ein Dorf in der ukrainischen Oblast Iwano-Frankiwsk mit etwa 2800 Einwohnern (2012).
Bis zum 15. Juli 2021 trug der Ort den ukrainischen Namen Chymtschyn (Химчин).
Das 1590 gegründete Dorf war bis 2017 die einzige Ortschaft der gleichnamigen, 60 km² großen Landratsgemeinde im Nordosten des Rajon Kossiw, am 6. März 2017 wurde das Dorf ein Teil der neugegründeten Landgemeinde Roschniw (Рожнівська сільська громада/Roschniwska silska hromada).
Die Ortschaft liegt im Osten der historischen Landschaft Galizien am Ufer der Chymtschynez (Химчинець), einem etwa 12 km langen, linken Nebenfluss der Rybnyzja (Flusssystem Pruth) 13 km nordöstlich vom Rajonzentrum Kossiw und 90 km südöstlich vom Oblastzentrum Iwano-Frankiwsk.
Chimtschyn grenzt im Süden an das Dorf Werbowez, im Osten an Pistyn, im Norden an das Dorf Tratsch und im Südosten an Roschniw.